# Tegni
(Dante, Convivio I, VIII, 5)
Con il nome di Tegni (deformazione della parola greca τέχνη, "arte"), nel Medioevo si indicava la τέχνη ἰατρική (Ars medica) di Galeno; per le sue ridotte dimensioni, tale opera era anche definita Ars parva o Microtegni o Articella per distinguerla dall'altra opera di Galeno nota come Methodus medendi (θεραπευτική μέθοδος) o anche Megategni.
Entrambe le opere, scritte in greco antico, erano note in Occidente nella versione in latino di Costantino l'Africano, autore di una raccolta chiamata Ars medicinae che comprendeva anche altri trattati ed era considerata fra i testi fondamentali dell'insegnamento medico.